# Lonchaea difficilis
Lonchaea difficilis is een vliegensoort uit de familie van de Lonchaeidae. De wetenschappelijke naam van de soort is voor het eerst geldig gepubliceerd in 1956 door Hackman.